# Libořice (zámek)
Libořice jsou barokní zámek ve stejnojmenné vesnici v okrese Louny.
Od roku 1964 je chráněn jako kulturní památka. Stojí v zemědělském areálu mezi návsí a řekou Blšankou.

## Historie
První písemná zmínka o Libořicích je z roku 1333 a o pět let později je zmíněna i zdejší tvrz. Libořické panství potom vystřídalo řadu majitelů, až je roku 1718 koupil hrabě František Josef Šlik, který nechal v roce 1737 starou tvrz přestavět na barokní zámek. Novými majiteli se v roce 1739 stala hrabata z Klebersberku. Václav z Klebersberku po roce 1780 založil zámecký park projektovaný černínským zahradníkem Rudolfem Födischem. Dalšími majiteli se stali erfurtský měšťan Reichbach (od roku 1847) a rakouský podnikatel Anton Dreher (od roku 1872). Později bylo na zámku sídlo státního statku, který v roce 1974 provedl celkovou rekonstrukci budovy. Poslední významnější úpravy proběhly roku 1924, kdy bylo upraveno průčelí a pokoje v patře.

## Stavební podoba
Zámek je trojkřídlá jednopatrová budova s nečleněnými fasádami. V přízemí hlavního křídla, které se zachovalo z původní tvrze, se nacházejí místnosti zaklenuté křížovými a valenými raně barokními klenbami. Dvouramenné schodiště v průčelí osvětleném velkým kasulovým oknem bylo postaveno při přestavbě roku 1737. Uvnitř zámku bývala čtvercová kaple Stětí svatého Jana Křtitele zaklenutá plackovou klenbou a oratoří na kamenných konzolách. Zámecký park se nacházel mezi hospodářským dvorem a Blšankou, ale větší část ho ve dvacátém století zanikla.